# Майнцский собор
Собор святого Мартина Турского и святого Стефана — кафедральный собор в германском городе Майнце, один из т. н. «императорских соборов» (нем. Kaiserdom). В Средние века в нём короновали нескольких королей. В 1184 году Фридрих I Барбаросса отмечал в нём посвящение его сыновей в рыцари, вошедшее в историю как крупнейшее торжество Средневековья.

## История
В 975—978 годах, во время правления Оттона II, майнцский архиепископ Виллигиз начал строительство нового собора. Законченное в 1009 году здание сгорело в день освящения.
Об этом первоначальном здании мало что известно. По результатам раскопок 1926—1928 годов исследователи предполагают, что первый собор представлял собой трехнефную базилику с ориентацией на запад, как у раннехристианской базилики Св. Петра в Риме. На востоке был нартекс, к которому примыкал атриум, соединявший собор с капеллой Св. Марии. 
Собор восстанавливался при трех следующих архиепископах, но связывается с именем Бардо, который освятил его в 1036 или 1037 году — видимо, недостроенный, так как главный алтарь освятили только в 1049 году. При нём появились или были перестроены фланкирующие восточный трансепт круглые башни.
В 1081 году здание опять сгорело. Восстановление проводилось по приказу Генриха IV. Была перестроена восточная часть (апсида и хор) по образу Шпайерского собора. Работы были закончены уже после смерти короля архиепископом Адальбертом I. До 1137 года он же перестроил центральную часть базилики, а возле северного рукава западного трансепта построил персональную Готардскую часовню. Часовня соединялась проходом с епископской резиденцией, которая тогда находилась рядом с собором. Представляет собой типичную т.н. двойную часовню — двухэтажное религиозное сооружение, этажи которого выполняли разные функции.
1160 году во время волнений был убит архиепископ Арнольд, а собор — разграблен и поврежден. Восстановленное при следующем архиепископе здание получило сводчатые перекрытия, но в очередной раз сгорело в 1190 году. После продолжительных работ собор был освящен и торжественно открыт архиепископом Зигфридом III 4 июля 1239 года. Была перестроена западная часть собора, а к южному рукаву трансепта пристроен т.н. Мемориал (нем. Memorie).
В 1279—1319 годах к северной и южной стене собора пристроили ряд капелл. После 1361 года была перестроена восточная башня. В 1482 году западную башню надстроили ярусом колокольни и сделали высокий шпиль. В 1767 году собор сгорел от попадания молнии. В процессе восстановления восточные башни получили существующие ныне завершения в стиле позднего барокко. В 1793 году здание сильно пострадало в результате боевых действий между Францией и Пруссией. В 1802 году собор хотели разобрать, но, благодаря усилиям нового епископа Йозефа Кольмара, здание было спасено, хотя и оставалось в руинах 25 лет. В 1828 году восточную башню восстановили и покрыли яйцевидным куполом из листовой жести по проекту Георга Моллера. В 1869 году из-за трещин и просадок было принято решение снести восточную башню. В 1870-х годах во время реставрации, проводимой под руководством Питера Кёйперса восточная башня была полностью снесена и построена заново в неороманском стиле. Во время Второй мировой войны в соборе была разрушена крыша. Здание реставрировалось в 1958—1960 и 1971—1978 годах. С 2001 года проводилась реставрация восточной части собора.

## Описание
Собор представляет собой трехнефную базилику, у которой и с запада, и с востока находятся функционально одинаковые группы: хор с апсидой, трансепт и башня над средокрестием. С XIII в. восточный хор предназначался для богослужений, а западный — для высшего духовенства. С XIX в. западный алтарь является местом для служения мессы, а восточный — для Литургии часов. Главный неф состоит из пяти двойных секций (каждой секции главного нефа соответствуют две пары боковых) и перекрыт нервюрными сводами. Боковые нефы перекрыты крестовыми сводами. Опоры нефа — квадратные в плане с полуколоннами, из которых выходят поперечные арки и нервюры. Поперечные арки главного нефа не стрельчатые, но сходятся под некоторым углом. Над средокрестиями — восьмигранные купола на тромпах. Под второй секцией главного нефа находится часовня Нассау, построенная в XV в. как двойная часовня. Верхний этаж был снесен в XVII веке, отреставрированный в 2001 г. нижний используется в литургических целях. Восточный хор оканчивается полукруглой апсидой, западный — тремя полигональными в виде креста или трилистника с двумя восьмигранными башнями в местах стыков апсид.
Органная система в соборе — одна из самых сложных в Европе. Она состоит из органа 1928 года, расширенного в 1960-х годах, и включает в себя 7986 труб и 114 регистров, разделенных на 3 части: в западном хоре, в трансепте и восточном хоре.
На колокольне собора 9 колоколов: 4 изготовлены в 1809 г., еще четыре - в 1960 г. и один в 2002 г. Звоны производятся с помощью компьютера.

## Размеры
- Общая длина: 109 м внутри, 116 м снаружи
- Длина среднего нефа: 53 м
- Ширина среднего нефа: 13,5 м
- Высота среднего нефа: 29 м
- Высота западной башни: 83 м
- Высота восточного купола в свету: 38 м
- Высота западного купола в свету: 44 м

- На гравюре М. Мериана (1633)
- Восточный фасад
- Внутри собора